# 聖詹姆斯 (內布拉斯加州)
聖詹姆斯（英語：St. James）是位於美國內布拉斯加州錫達縣的非建制地區。

## 歷史
聖詹姆斯的郵局於1858年設立，其後於1909年停運。

## 地理
聖詹姆斯所處的海拔為高於海平面366米（即1201英呎），而該地所採用的時區為UTC-6，即北美中部时区（CST）。同時該地設有夏令時間，為UTC-6調快一小時，即UTC-5（CDT）。